# 中森喜彦
中森 喜彦（なかもり よしひこ、1944年5月11日 - ）は、日本の法学者。専門は刑法。京都大学名誉教授、近畿大学名誉教授。法科大学院協会副理事長。

## 人物
奈良県奈良市出身。学説は行為無価値（京大の教授は伝統的に行為反価値と呼ぶ）の立場に立つ。
著書『刑法各論』は簡潔だが名著として広く読まれている。『刑法総論』については出版する気が乏しいことを講義中などに度々述べていた。

## 略歴[1]

### 学歴
- 1963年 - 奈良女子大学文学部附属高等学校（現：奈良女子大学附属中等教育学校）卒業
- 1966年 - 司法試験第二次試験合格
- 1967年03月 - 京都大学法学部卒業

### 職歴
- 1967年04月 - 京都大学法学部助手
- 1969年04月 - 京都大学法学部助教授
- 1974年 - 在外研究（ボン大学）（1976年まで）
- 1981年04月 - 京都大学法学部教授（民刑事法専攻刑法講座）
- 1992年04月 - 京都大学大学院法学研究科教授（民刑事法専攻刑事法講座）
- 1999年04月 - 京都大学大学院法学研究科長・法学部長（2001年3月まで）
- 2004年04月 - 京都大学大学院法学研究科法曹養成専攻長（2005年9月まで）
- 2005年10月 - 京都大学副学長（法務・安全管理担当）（2008年9月まで）
- 2008年10月 - 近畿大学法科大学院教授

#### 学外における役職
- 21世紀COEプログラムプログラム委員会委員（平成18年度）
- 法科大学院協会副理事長

## 主な著書
- 『刑法学のあゆみ』（三井誠・町野朔と共著、1978年、有斐閣）
- 『刑法各論』（初版・1991年、第2版・1996年、第3版・2011年、、第4版・2015年、有斐閣）
- 『刑法〈1〉総論・〈2〉各論』（町野朔と共編著、初版・1995年/1996年、第2版・2003年/2003年、有斐閣）